# Lawrence Peaks
Lawrence Peaks är en bergstopp i Antarktis. Den ligger i Östantarktis. Nya Zeeland gör anspråk på området. Toppen på Lawrence Peaks är 2 405 meter över havet, eller 64 meter över den omgivande terrängen. Bredden vid basen är 1,3 km.
Terrängen runt Lawrence Peaks är bergig söderut, men norrut är den kuperad. Trakten är obefolkad. Det finns inga samhällen i närheten. 